# De samlede Kvindeforeninger
De samlede Kvindeforeninger var i Danmark en kortlivad paraplyorganisation med kvinnors sociala och politiska jämställdhet med männen som främsta mål. Det bildades 1890 av rösträttsorganisationerna Kvindelig Fremskridtsforening och Kvindevalgretsforeningen samt följande fem fackförbund; Det kvindelige Arbejderforbund, De kvindelige Herreskræddere, De kvindelige Vævere, Tjenestetyendeforeningen och Maskinstrikkernes Fagforening. Dansk Kvindesamfund stod utanför samarbetet då de ansåg sig vara opolitiska.
Organisationen gjorde det möjligt att driva en långtgående agitation genom bl.a. massmöten. En av dessa var Kvindernes folkefest i Dyrehaven i Köpenhamn 1891, där över 10 000 personer deltog. Organisationen tog över tidskriften Hvad vi vil 1892 från Kvindelig Fremskridtsforening. På grund av stagnation inom den danska kvinnorörelsen under 1890-talets första hälft, samt på grund av inre stridigheter, upplöstes organisationen vintern 1893.